# Piotr Anderszewski
Piotr Anderszewski (ur. 4 kwietnia 1969 w Warszawie) – pianista polsko-węgierskiego pochodzenia.

## Życiorys
W okresie szkolnym był stypendystą Krajowego Funduszu na rzecz Dzieci. Studiował w konserwatoriach w Lyonie i Strasburgu, w Akademii Muzycznej w Warszawie, na University of Southern California w Los Angeles. Doskonalił swe umiejętności na kursach mistrzowskich u pianistów takich jak: Murray Perahia, Fu Cong i Leon Fleisher.
W maju 2010 wziął udział w cyklu koncertów „Szymanowski Focus” razem z sopranistką Iwoną Sobotką i skrzypkiem Henningiem Kraggerudem. Anderszewski wystąpił tam nie tylko w roli pianisty, ale też kuratora tych koncertów. Solistom towarzyszył Belcea Quartet, a w programie – obok utworów Szymanowskiego – znalazły się również kompozycje Bartóka i Janáčka. Koncerty odbyły się w Wigmore Hall w Londynie i Carnegie Hall w Nowym Jorku.

## Nagrody i odznaczenia
- 2010: Doroczna Nagroda Ministra Kultury i Dziedzictwa Narodowego[4]
- 2015: Krzyż Kawalerski Orderu Odrodzenia Polski[5]
- 2002: Gilmore Artist Award
- 2000: Nagroda im. Karola Szymanowskiego
- 1996: Nagroda polskiego przemysłu fonograficznego Fryderyk
- 1994: Paszport „Polityki”

## Dyskografia
- 2014: Bach – English suites 1, 3 & 5 2014
- 2010: Schumann – Humoreske Op. 20, Studien für den Pedalflügel Op. 56, Gesänge der Frühe Op. 133
- 2009: Piotr Anderszewski at Carnegie Hall – Bach, Schumann, Janácek, Beethoven, Bartók
- 2008: Ludwig van Beethoven – Bagatele op. 126 i 1. koncert fortepianowy C-dur op. 15
- 2006: Mozart – Koncerty fortepianowe KV 453 i KV 466
- 2005: Karol Szymanowski – Sonata na fortepian No. 3, Metopy, Maski
- 2004: Ludwig van Beethoven – Wariacje na temat Walca Diabellego, DVD
- 2003: Chopin – Ballady, Mazurki, Polonezy
- 2002: Johann Sebastian Bach – I, III i VI Partita
- 2002: Mozart – Koncerty fortepianowe KV 467, 491
- 2001: Ludwig van Beethoven – Wariacje na temat Walca Diabellego
- 1999: Johann Sebastian Bach – V Suita Francuska, Uwertura w stylu francuskim
- 1998: Beethoven, Mozart, Schubert – Sonaty na skrzypce i fortepian (z Dorotą Anderszewską)
- 1997: Brahms – Sonaty skrzypcowe (z Viktorią Mullovą)
- 1996: Johann Sebastian Bach – VI Suita angielska; Beethoven – Sonata Op. 110; Webern – Wariacje Op. 27
- 1995: Debussy, Janacek, Prokofiev – Sonaty na skrzypce i fortepian (z Viktorią Mullovą)